# 5コーポレーション
5コーポレーション（ファイブコーポレーション）は、広島県広島市南区に本社を持つ教育産業。

## 概要
2008年10月1日に広島県広島市安佐南区で「5-Days」を創業、並びに家庭教師派遣業をスタートする。2009年には広島県内に4校を新設。2010年5月25日に設立。2012年に福岡県にて県外に初開校。2014年に三重県、2015年に愛媛県に進出。2017年に関東地区に初開校、第1号は神奈川県。2018年には東京都にて開校を機に5コーポレーション東日本を新設。
2017年7月14日には広島市こども文化科学館と広島市こども図書館に命名権を取得。「5-Days子ども文化科学館」と「5-Days子ども図書館」となる。期間は同年9月1日から3年間。
2011年に学童保育事業を運営している。